# Liste der Lokomotiven und Triebwagen der sächsischen Staatseisenbahnen
Die Liste der Lokomotiven und Triebwagen der sächsischen Staatseisenbahnen enthält die Lokomotiven und Triebwagen der Königlich Sächsischen Staatseisenbahnen, die für diese gebaut oder mit Vorgängerbahnen und verstaatlichten Privatbahnen übernommen wurden. Weiterhin sind die Lokomotiven sächsischer Bauart enthalten, die nach dem Aufgehen der Sächsischen Staatseisenbahnen in der Deutschen Reichsbahn im Jahre 1920 nachgebaut wurden.

## Bezeichnung der Lokomotiven

### Namen und Nummern der Lokomotiven
Zu Beginn der Eisenbahnzeit wurden in Sachsen, wie allgemein üblich, die Lokomotiven nur mit Namen bezeichnet. Dies wurde bis 1892 für alle Fahrzeuge beibehalten. Von 1893 bis 1900 trugen nur noch Personen- und Schnellzuglokomotiven Namensschilder, danach wurden die Schilder bei allen Lokomotiven außer älteren Rangier- und Nebenbahnlokomotiven entfernt.
Bei der Namensgebung versuchte man zum Teil, dem Verwendungszweck der Baureihen entsprechende, sinnfällige Namensgruppen zuzuteilen. So erhielten z. B. Schnellzuglokomotiven an Fernreisen erinnernde Namen afrikanischer oder amerikanischer Länder und Städte, während die für steigungsreiche Strecken gedachten Lokomotiven der Gattung V Namen von Alpengipfeln führten.
Neben den Namen erhielten die Lokomotiven (zunächst interne) Listennummern, die ab 1869 als Bahnnummern auch an den Fahrzeugen angebracht wurden. Die Nummernreihe der westlichen Staatsbahnen begann bei 1, die der östlichen bei 201. Die Nummern wurden zunächst rein sequentiell vergeben, d. h. in der Reihenfolge der Indienststellung. Lokomotiven eingegliederter Privatbahnen wurden in der zum Zeitpunkt der Verstaatlichung jeweils nächsthöheren freien Nummerngruppe zusammengefasst. Nummern und Namen(sschilder) ausgemusterter Lokomotiven wurden bei neugelieferten Maschinen in Zweitbesetzung wieder verwendet.
1892 wurde ein neuer Nummernplan eingeführt, wobei versucht wurde, eine gewisse Systematik zu erzielen. Es waren die Nummern
- 1–200 für Schnellzuglokomotiven,
- 201–600 für Personenzuglokomotiven,
- 601–800 für Lokomotiven für gemischten Dienst,
- 801–1300 für Güterzuglokomotiven, und
- ab 1301 für Tenderlokomotiven

vorgesehen. Die ältesten, in nur wenigen Exemplaren vorhandenen und zur Ausmusterung anstehenden Personen- und Güterzuglokomotiven der Gattungen IIIa und Va wurden allerdings unmittelbar vor der ihrem Verwendungszweck entsprechenden Nummerngruppe einsortiert, sie erhielten die Nummern 598–600 bzw. 797–800.
Die stetige Zunahme des Lokomotivbestands sprengte diesen Nummernrahmen schnell. So erhielten bereits 1900 die älteren Güter- und Gemischtzuglokomotiven mit dreistelligen Nummern durch Vorstellen einer 2 deutlich höhere Betriebsnummern (so wurde z. B. aus der 601 die 2601), um Platz für neue Güterzuglokomotiven zu schaffen. 1918 schließlich mussten die immer zahlreicher werdenden Personenzuglokomotiven der Gattung XII H2 in gleicher Weise durch Vorstellen einer 3 umgenummert werden, und die neuesten Schnellzuglokomotiven der Gattungen XVIII H und XX HV erhielten Betriebnummern über 200.
Die ab 1881 eingeführten Schmalspurlokomotiven erhielten Betriebsnummern aus einem eigenen, wiederum bei 1 beginnenden Nummernkreis.

### Klassifizierung der Lokomotiven in Gattungen
Da die reine Nummerierung der mit der immer höheren Anzahl von Lokomotiven für Betriebs- und Werkstättendienst unübersichtlich und unpraktisch wurde, führte man 1869 ein Bezeichnungssystem zur Unterscheidung der einzelnen Lokomotivbauarten in Gattungen ein. Das System bestand zunächst aus einem Buchstabenkürzel für den Hersteller und einer römischen Zahl pro Herstellertype, stellte also im Prinzip eine fortlaufende Nummerierung der Bauarten jedes Herstellers dar. Die verwendeten Herstellerkürzel waren
| Kürzel       | Hersteller                                                            |
| ------------ | --------------------------------------------------------------------- |
| C            | Cockerill, Seraing, Belgien                                           |
| Crlsr od. Cr | Maschinenbau-Gesellschaft Karlsruhe, Karlsruhe                        |
| B            | Borsig, Berlin                                                        |
| E            | Egestorff (Hanomag), Hannover                                         |
| H            | Hartmann (Sächsische Maschinenfabrik), Chemnitz                       |
| Hg           | Hagans, Erfurt                                                        |
| Hsch od. Hl  | Henschel, Kassel                                                      |
| Hth          | Hawthorn, Newcastle, Großbritannien                                   |
| Hz           | Hohenzollern, Düsseldorf                                              |
| K            | Kessler (Maschinenfabrik Esslingen), Esslingen                        |
| Kr           | Krauss, München                                                       |
| Schi od. Sch | Schichau, Elbing                                                      |
| Schw od. S   | Schwartzkopff (Berliner Maschinenbau), Berlin                         |
| Sigl od. Sgl | Sigl (Wiener Neustädter Lokomotivfabrik), Wiener Neustadt, Österreich |
| St           | Stephenson, Newcastle, Großbritannien                                 |
| U            | Union-Gießerei, Königsberg                                            |
| W            | Wöhlert, Berlin                                                       |

Zwei Jahre später wurde das Bezeichnungssystem bereits wieder geändert. Man bezeichnete nun unter Beibehaltung der Herstellerkürzel mit den römischen Zahlen eine bestimmte Achsanordnung und generelle Bauart oder Verwendung der Lokomotiven. Die Zuordnung der Zahlen erfolgte dabei wohl dergestalt, dass die Gattungsnummern der vom wichtigsten Lieferanten Hartmann hergestellten Lokomotiven nicht geändert werden mussten. Zusätzlich wurden die ergänzenden Kleinbuchstaben „a“ (für alte) und „b“ (für neue oder zweite Bauart) eingeführt. Um das formal sehr ähnliche alte und neue Bezeichnungssystem zu unterscheiden, sind die älteren nur zwei Jahre gültigen Bezeichnungen im Folgenden kursiv gesetzt – H I, H II, H III und so fort. Die 1871 festgelegten Gattungsnummern waren
| Gattung  | Bauart                                                                |
| -------- | --------------------------------------------------------------------- |
| I        | 1B mit Longboiler ab Baujahr 1845                                     |
| II       | 1B mit Longboiler ab Baujahr 1845                                     |
| III      | 1B mit Longboiler ab Baujahr 1852                                     |
| IIIa     | 1B mit durchhängender Feuerbüchse, Baujahr 1853                       |
| IIIb     | 1B-Personenzuglokomotiven, Baujahr 1871                               |
| IV       | 1'B-Lokomotiven für Gebirgstrecken (auch Tenderloks), ab Baujahr 1856 |
| Va und V | C-Güterzuglokomotiven ab Baujahr 1855                                 |
| VI       | 1B-Eilzuglokomotiven ab Baujahr 1858                                  |
| VIa      | 1A1-Lokomotiven ab Baujahr 1848                                       |
| VII      | B-Gemischtzuglokomotiven ab Baujahr 1868                              |
| VIII     | 2'B-Lokomotiven ab Baujahr 1857                                       |

In der Folgezeit kam es noch zu weiteren Veränderungen im Bezeichnungssystem. So wurden als Gattungskennzeichen
- F für Lokomotiven der Bauart Fairlie (ab 1885)
- M für Lokomotiven der Bauart Meyer (ab 1889)
- Kl für Lokomotiven der Bauart Klose (ab 1889)

und als Zusatzkennzeichen (hinter der Gattungsnummer)
- T für Tenderlokomotiven (ab 1876)
- K für Kleinspur: 750-mm-Schmalspurlokomotiven (zeitweise auch vor der Gattungsnummer)
- S für Sekundärbahnlokomotiven (ab 1884)
- O für Omnibuszug-Lokomotiven (ab 1885)
- C für Compound (Verbund)-Lokomotiven (ab 1887), ersetzt durch
- {\displaystyle {\mathfrak {V}}} für Verbund-Lokomotiven (ab 1889)
- M für Meterspurlokomotiven
- {\displaystyle {\mathfrak {H}}} für Heißdampflokomotiven

eingeführt.
1885 erhielt der Zusatzbuchstabe „b“ die Bedeutung „bewegliche Laufachse“. Die letzte große Neuordnung der Gattungsbezeichnung erfolgte 1896. Dabei wurde nunmehr die Lieferfirma weggelassen. Neue Gattungen von Schnellzug- und Güterzuglokomotiven erhielten gerade und Güterzug, Nebenbahn- und Rangierlokomotiven erhielten ungerade Gattungsnummern. Die Schmalspurlokomotiven erhielten mit I beginnend neue Gattungsbezeichnungen. Lokomotiven gleicher Gattung aber mit unterschiedlichen Treibraddurchmessern erhielten die Zusatzziffern 1 (Schnellzuglokomotiven) und 2 (Personenzuglokomotiven).

## Dampflokomotiven

### Lokomotiven der Anfangszeit für alle Zugarten
| Gattungsbezeichnung | Gattungsbezeichnung                      | Gattungsbezeichnung | Bahnnummern vor 1892                | Anzahl | Baujahr(e) | Bauart    | ausgemustert bis    | Bemerkungen | Bild |
| ab 1896             | 1871 bis 1896                            | 1869 bis 1871       | Bahnnummern vor 1892                | Anzahl | Baujahr(e) | Bauart    | ausgemustert bis    | Bemerkungen | Bild |
| ------------------- | ---------------------------------------- | ------------------- | ----------------------------------- | ------ | ---------- | --------- | ------------------- | --- | ---- |
| (I)                 | St I, St I T (bis ’76 nur: St I)         | St I                | 201–212                             | 12     | 1845–1846  | 1B n2/n2t | 1878, Umbaulok 1877 | für die Sächsisch-Schlesische Staatsbahn gebaut; 201–202, 204, 209 und 212 1868 zu Tenderlok mit Satteltank umgebaut                                                                            |      |
| (I)                 | St I                                     | St II               | 221–222                             | 2      | 1850       | 1B n2     | 1872                | für die Sächsisch-Schlesische Staatsbahn gebaut |      |
| (I)                 | C I, C I T (bis ’76 nur: C I)            | C I                 | 213, 336                            | 2      | 1847       | 1B n2/n2t | 1889, Umbaulok 1881 | für die Löbau-Zittauer Eisenbahn gebaut; 213 1847 an die Sächsisch-Böhmische Staatsbahn, 1868 zu Tenderlok mit Satteltank umgebaut                                                              |      |
| (I)                 | H I, H I T (bis ’76 nur: H I)            | H I                 | 23–25, 70–72, 200, 214–219, 223–224 | 15     | 1848–1852  | 1B n2/n2t | 1882, Umbaulok 1886 | für die Sächsisch-Böhmische, Sächsisch-Bayerische und Niedererzgebirgische Staatsbahn gebaut; 23–25, 28–29 und 200 1857–69 zu Tenderlok umgebaut                                                |      |
| (I)                 | K I T (bis ’76: K I)                     | K I                 | 16–17                               | 2      | 1848       | 1B n2t    | 1886                | für die Sächsisch-Bayerische Staatsbahn gebaut, 1863 zu Tenderlok mit Satteltank umgebaut |      |
| (IIa)               | St II T                                  |                     | 635–636                             | 2      | 1844       | 1B n2t    | 1877                | mit der Leipzig-Dresdner Eisenbahn 1876 übernommen; für die Sächsisch-Bayerische Staatsbahn gebaut, 1856 zu Tenderlok umgebaut, 1862 an die Großenhainer Zweigeisenbahn, 1869 mit dieser an LDE |      |
| (IIa)               | St II, St II T (bis ’76 nur: St II)      | St III              | 64–69                               | 6      | 1846       | 1B n2/n2t | 1871, Umbaulok 1880 | für die Chemnitz-Riesaer Eisenbahn gebaut; 64, 65, 67 und 69 1862–65 zu Tenderlok mit Satteltank umgebaut                                                                                       |      |
| (IIa)               | H IIa T (bis ’85: H II T, bis ’76: H II) | H II                | 26–34                               | (9)    | 1851       | 1B n2t    | 1891                | für die Sächsisch-Bayerische Staatsbahn gebaut, 1862–69 zu Tenderlok umgebaut |      |
| (IIa)               | B IIa (bis ’85: B II)                    | B III               | 38–40                               | 3      | 1852       | 1B n2     | 1886                | für die Sächsisch-Bayerische Staatsbahn gebaut |      |
| (IIa)               | B IIa                                    |                     | 613–626                             | 14     | 1852–1859  | 1B n2     | 1888                | 1876 mit der Leipzig-Dresdner Eisenbahn übernommen |      |
| (IIa)               | B II                                     |                     | 627                                 | (1)    | 1854       | B1 n2     | 1876                | mit der Leipzig-Dresdner Eisenbahn 1876 übernommen; als 1A1 gebaut, 1875 zu B1 umgebaut |      |
| (IIa)               | B IIa T                                  |                     | 632–634                             | 3      | 1854       | 1B n2t    | 1889                | mit der Leipzig-Dresdner Eisenbahn 1876 übernommen; als 1A1 gebaut, 1873–76 zu 1B-Tenderlok umgebaut                                                                                            |      |

### Schnellzuglokomotiven
| Gattungsbezeichnung         | Gattungsbezeichnung                        | Gattungsbezeichnung | Bahnnummern ab 1892 | DR-Nummern                 | Anzahl | Baujahr(e) | Bauart    | Bemerkungen | Bild |
| ab 1896                     | 1871 bis 1896                              | 1869 bis 1871       | Bahnnummern ab 1892 | DR-Nummern                 | Anzahl | Baujahr(e) | Bauart    | Bemerkungen | Bild |
| --------------------------- | ------------------------------------------ | ------------------- | ------------------- | -------------------------- | ------ | ---------- | --------- | --- | ---- |
| VIa                         | H VIa, B VIa                               |                     | 1–7, 11–16          |                            | 28     | 1856–1868  | 1A1 n2    | 1876 mit der Leipzig-Dresdner Eisenbahn übernommen                                                                 |      |
| VIa                         | H VIa                                      | H VI                | 8–10                |                            | 3      | 1861–1862  | 1A1 n2    | für die Östliche Staatsbahn gebaut                                                                                 |      |
| VI                          | H VI, B VI                                 | H VI, B VI          | 17–51               |                            | 41     | 1860–1870  | 1B n2     | für die Westliche und die Sächsische Staatsbahn gebaut; 2 Lok (Baujahr 1870) 1885 in 1'B n2 Gattung H VIb umgebaut |      |
| VI                          | Schw VI                                    |                     | 54–59               |                            | 6      | 1874       | 1B n2     | 1888 mit dem sächs. Teil der Berlin-Dresdner Eisenbahn übernommen                                                  |      |
| VI                          | Hsch VI                                    |                     | 60–71               |                            | 12     | 1875–1876  | 1B n2     | 1876 mit der Leipzig-Dresdner Eisenbahn übernommen                                                                 |      |
| VIb                         | H VIb                                      |                     | 52–53               |                            | (2)    | (1885)     | 1'B n2    | Umbau von H VI (Baujahr 1870) mit Nowotny-Lenkachse                                                                |      |
| VIII 1 (bis ’00: VIIIb 1)   | K VIIIb (bis ’85: K VIII)                  | K II                | 93–100              |                            | 8      | 1870       | 2'B n2    | letzte zwei Lokomotiven 93 und 98 1914 in 99–100 umgezeichnet                                                      |      |
| VIb V                       | H VIb V (bis ’89: H VIb C, bis ’87: H VIb) |                     | 161–174             | 34 8011                    | 14     | 1886–1890  | 1'B n2v   | |      |
| VIII 2 (bis ’00: VIIIb 2)   | H VIIIb                                    |                     | 101–120             | 13 7001–7012               | 20     | 1891–1894  | 2'B n2    | |      |
| VIII V1 (bis ’00: VIIIb V1) |                                            |                     | 121–152             | 13 7101–7112, 13 1501–1511 | 32     | 1896–1900  | 2'B n2v   | |      |
| X V                         |                                            |                     | 181–195             | 14 201–215                 | 15     | 1900–1903  | 2'B1' n4v | erste zwei Lokomotiven nach Lieferung kurzzeitig 175–176                                                           |      |
| XII H                       |                                            |                     | 1–6                 | 17 601–606                 | 6      | 1906       | 2'C h4    | |      |
| XII HV                      |                                            |                     | 7–14, 22–55         | 17 701–755                 | 42     | 1908–1914  | 2'C h4v   | |      |
| XII H1                      |                                            |                     | 15–21               | 17 801–804                 | 7      | 1909       | 2'C h2    | |      |
| X H1                        |                                            |                     | 81–98               | 14 301–317                 | 18     | 1909–1913  | 2'B1 h2   | |      |
| XVIII H                     |                                            |                     | 196–205             | 18 001–010                 | 10     | 1917–1918  | 2'C1' h3  | |      |
| XX HV                       |                                            |                     | 66–80, 206–213      | 19 001–023                 | 23     | 1918–1923  | 1'D1' h4v | sog. »Sachsenstolz«, einzige vierfach gekuppelte Schnellzuglokomotive der deutschen Länderbahnen                   |      |

### Personenzuglokomotiven
| Gattungsbezeichnung         | Gattungsbezeichnung                    | Gattungsbezeichnung | Bahnnummern ab 1892          | DR-Nummern                          | Anzahl | Baujahr(e) | Bauart  | Bemerkungen | Bild |
| ab 1896                     | 1871 bis 1896                          | 1869 bis 1871       | Bahnnummern ab 1892          | DR-Nummern                          | Anzahl | Baujahr(e) | Bauart  | Bemerkungen | Bild |
| --------------------------- | -------------------------------------- | ------------------- | ---------------------------- | ----------------------------------- | ------ | ---------- | ------- | --- | ---- |
| IIIa                        | B IIIa, W IIIa, H IIIa                 | B V, W, H III       | 598–600                      |                                     | 5      | 1853       | 1B n2   | für die Niedererzgebirgische und die Sächsisch-Schlesische Staatsbahn gebaut |      |
| III                         | H III, K III (bis ’85: H IIIb, K IIIb) |                     | 201–273                      | 34 7611                             | 87     | 1871–1874  | 1B n2   | 14 Lok (Baujahr 1874) 1885 in 1'B n2 Gattung K IIIb umgebaut |      |
| IIIb                        | Schw IIIb, H IIIb, Hsch IIIb           |                     | 288–491                      | 34 7701–7702, 34 7721–7807          | 204    | 1873–1901  | 1'B n2  | 310–319 1876 mit der Muldenthal-Eisenbahn übernommen; 335–337 1876 mit der Zwickau-Lengenfeld-Falkensteiner Eisenbahn übernommen; 338–345 1876 mit der Chemnitz-Komotauer Eisenbahn übernommen; 485 1896 mit der Altenburg-Zeitzer Eisenbahn übernommen; 486–491 mit der Zittau-Reichenberger Eisenbahn übernommen |      |
| IIIb                        | K IIIb                                 |                     | 274–287                      | 52 7001                             | (14)   | (1885)     | 1'B n2  | Umbau von K III (Baujahr 1874) mit Nowotny-Lenkachse |      |
| IIIb V                      | H IIIb V                               |                     | 501–518                      | 34 7901–7902                        | 18     | 1889–1892  | 1'B n2v | |      |
| VIII V2 (bis ’00: VIIIb V2) |                                        |                     | 519–636                      | 36 901–919, 36 921–948, 36 951–1014 | 118    | 1896–1902  | 2'B n2v | |      |
| XII H2                      |                                        |                     | 3651–3809 (bis ’18: 651–697) | 38 201–334, 38 351–354              | 169    | 1910–1927  | 2'C h2  | sog. »Rollwagen«; Nachbauserie 38 325–334 bereits mit DR-Nummern abgeliefert |      |

### Gemischtzuglokomotiven
| Gattungsbezeichnung | Gattungsbezeichnung         | Gattungsbezeichnung | Bahnnummern ab 1892         | DR-Nummern   | Anzahl | Baujahr(e) | Bauart | Bemerkungen | Bild |
| ab 1896             | 1871 bis 1896               | 1869 bis 1871       | Bahnnummern ab 1892         | DR-Nummern   | Anzahl | Baujahr(e) | Bauart | Bemerkungen | Bild |
| ------------------- | --------------------------- | ------------------- | --------------------------- | ------------ | ------ | ---------- | ------ | --- | ---- |
| II                  | W II (bis '85: W III)       | W I                 | 776–777                     |              | 3      | 1852       | 1B n2  | für die Sächsisch-Bayerische Staatsbahn gebaut |      |
| II                  | H II (bis '85: H III)       | H III               | 601–675 (ab ’00: 2601…2674) | 98 7311–7312 | 86     | 1854–1868  | 1B n2  | 601–635, 637–660, 662–673 für die Niedererzgebirgische, die Sächsisch-Bayerische, die Sächsisch-Böhmische, die Sächsisch-Schlesische, die Westliche und die Östliche Staatsbahn gebaut; 636, 661, 674–675 sowie eine vor 1892 ausgemusterte Lokomotive 1871 mit der Löbau-Zittauer Eisenbahn übernommen; 5 baugleiche Lokomotiven der Zittau-Reichenberger Eisenbahn vor deren Übernahme 1905 bereits ausgemustert |      |
| II                  | B II (bis '85: B III)       | B IV                | bis 1891 ausgem.            |              | 3      | 1855       | 1B n2  | für die Sächsisch-Bayerische Staatsbahn gebaut |      |
| II                  | K II (bis '85: K III)       |                     | 676–704 (ab ’00: 2677…2704) |              | 29     | 1866–1875  | 1B n2  | 1876 mit der Leipzig-Dresdner Eisenbahn übernommen |      |
| II                  | B II (bis '85: B III)       |                     | 745–749 (ab ’00: 2745–2749) |              | 5      | 1872       | 1B n2  | 1896 mit der Altenburg-Zeitzer Eisenbahn übernommen |      |
| II                  | Schi II (bis '85: Schi III) |                     | 705–712 (ab ’00: 2705–2712) |              | 8      | 1874       | 1B n2  | 1876 mit der Sächsisch-Thüringischen Eisenbahn übernommen |      |
| IIb (bis ’00: IVb)  | H IVb (bis '85: H IV)       | H IV                | 778–796 (ab ’00: 2784…2796) |              | 21     | 1858–1872  | 1'B n2 | für die Westliche und die Sächsische Staatsbahn gebaut; Lok WILDECK 1882 in 1'B1' n2t der Gattung H IV T umgebaut |      |
| VII                 | H VII                       | H VII               | 723–744 (ab ’00: 2725…2744) | 98 7111–7113 | 22     | 1868–1876  | B n2   | 723–730 für die Westliche, Östliche und Sächsische Staatsbahn gebaut; 731–735, 740–742 1876 mit der Muldenthal-Eisenbahn übernommen; 736–739 1876 mit der Chemnitz-Komotauer Eisenbahn übernommen; 743–744 1876 mit der Zwickau-Lengenfeld-Falkensteiner Eisenbahn übernommen |      |
| VII                 | Schw VII                    | Schw I              | 713–722 (ab ’00: 2716)      |              | 10     | 1869       | B n2   | für die Sächsische Staatsbahn gebaut |      |

### Güterzuglokomotiven
| Gattungsbezeichnung | Gattungsbezeichnung                            | Gattungsbezeichnung    | Bahnnummern ab 1892                           | DR-Nummern   | Anzahl                                    | Baujahr(e)                                                                                               | Bauart  | Bemerkungen | Bild |
| ab 1896             | 1871 bis 1896                                  | 1869 bis 1871          | Bahnnummern ab 1892                           | DR-Nummern   | Anzahl                                    | Baujahr(e)                                                                                               | Bauart  | Bemerkungen | Bild |
| ------------------- | ---------------------------------------------- | ---------------------- | --------------------------------------------- | ------------ | ----------------------------------------- | --- | ------- | --- | ---- |
| Va                  | H Va                                           | H Vb                   | 797–800                                       |              | 4                                         | 1855, 1863                                                                                               | C n2    | 1868 mit der Albertsbahn übernommen |      |
| V                   | H V, Schw V, Hsch V                            | H V                    | 801–920, 937–971, 980–984 (ab ’00: 2801…2984) | 53 8201–8211 | 178                                       | 1859–1887                                                                                                | C n2    | 6 Stck. 1868 an die Berlin-Görlitzer Eisenbahn verkauft; 12 Stck. 1877 an Hartmann zum Verkauf an die Russische Armee zurückgegeben; 880–884 1882 mit der Sächsisch-Thüringischen Ostwestbahn übernommen; 861–865 1888 mit dem sächs. Teil der Berlin-Dresdner Eisenbahn übernommen |      |
| V                   | K V, Sigl V, Hsch V                            |                        | 921–936, 972–979, 985–990 (ab ’00: 2921…2990) |              | 30                                        | 1868–1876                                                                                                | C n2    | 1876 mit der Leipzig-Dresdner Eisenbahn übernommen |      |
| V                   | U V                                            |                        | 991 (ab ’00: 2991)                            |              | 1                                         | 1886 | C n2    | wie preuß. G 3, 1888 mit dem sächs. Teil der Berlin-Dresdner Eisenbahn übernommen |      |
| V V                 | H V V (bis ’89: H V C, bis ’87: H V), Sigl V V |                        | 1001–1164                                     | 53 601–729   | 164                                       | 1885–1901                                                                                                | C n2v   | |      |
| V V                 |                                                |                        | 1000                                          | 53 751       | 1                                         | 1920 | C n2v   | Nachlieferung mit einem zurückgebliebenen Kessel aus türkischer Bestellung |      |
| I V                 |                                                |                        | 1251–1280                                     | 55 6001–6013 | 30                                        | 1898–1903                                                                                                | B'B n4v | Gelenklokomotive Bauart Mallet |      |
| IX V                |                                                |                        | 751–770                                       | 56 501–516   | 20                                        | 1902–1906                                                                                                | 1'D n2v | |      |
| IX V                | 1281–1282                                      |                        | 2                                             | 1919         | 1'D n2v                                   | kkStB 170, aus einer Bestellung der kkStB übernommen; 1922 an BBÖ verkauft, 1938 als 56 3305–3306 zur DR |         | |      |
| IX HV               |                                                |                        | 771–800                                       | 56 601–625   | 30                                        | 1907–1908                                                                                                | 1'D h2v | |      |
| XI H                |                                                |                        | 701–708                                       | 57 101–105   | 8                                         | 1905 | E h2    | Prototypen, mit Gölsdorf-Laufwerk (Antrieb auf die vierte Kuppelachse) |      |
| XI HV               |                                                |                        | 709–710                                       | 57 201–202   | 2                                         | 1905 | E h2v   | Prototypen, mit Gölsdorf-Laufwerk (Antrieb auf die vierte Kuppelachse) |      |
| XI HV               | 869–897                                        | 57 203–218             | 29                                            | 1915–1918    | Serie, Antrieb auf die dritte Kuppelachse | | E h2v   | |      |
| XI V                |                                                |                        | 711–712                                       | 57 021–022   | 2                                         | 1905 | E n2v   | Prototypen, mit Gölsdorf-Laufwerk (Antrieb auf die vierte Kuppelachse) |      |
| XI V                | 713–750, 801–868                               | 57 001–014, 57 023–080 | 106                                           | 1909–1915    | Serie, Antrieb auf die dritte Kuppelachse | | E n2v   | |      |
| XIII H              |                                                |                        | 1165–1184                                     | 58 101–114   | 20                                        | 1917 | 1'E h3  | modifizierter Nachbau der preuß. G 12¹ |      |
| XIII H              | 1185–1226                                      | 58 401–462             | 62                                            | 1919–1924    | 1'E h3                                    | wie preuß. G 12; 58 443–462 bereits mit DR-Nummern abgeliefert                                           |         | |      |

### Tenderlokomotiven
| Gattungsbezeichnung      | Gattungsbezeichnung                            | Gattungsbezeichnung | Bahnnummern ab 1892  | DR-Nummern                 | Anzahl          | Baujahr(e)                                       | Bauart            | Bemerkungen | Bild |
| ab 1896                  | 1871 bis 1896                                  | 1869 bis 1871       | Bahnnummern ab 1892  | DR-Nummern                 | Anzahl          | Baujahr(e)                                       | Bauart            | Bemerkungen | Bild |
| ------------------------ | ---------------------------------------------- | ------------------- | -------------------- | -------------------------- | --------------- | ------------------------------------------------ | ----------------- | --- | ---- |
| IIb T (bis ’00: IVb T)   | H IVb T (bis ’85: H IV T, bis ’76: H IV)       | H IV                | 1696–1699            |                            | 4               | 1856–1862                                        | 1'B n2t           | für die Obererzgebirgische und die Westliche Staatsbahn gebaut; weitere 4 bzw. 2 Lokomotiven gleicher Bauart 1860–74 an die Oberhohndorf-Reinsdorfer bzw. Bockwa-Oberhohndorfer Kohlenbahnen geliefert                |      |
|                          | H VIIIb T (bis ’85: H VIII T, bis ’76: H VIII) | H VIII              | 1695                 |                            | 5               | 1857–1866                                        | 2'B n2t           | für die Albertsbahn gebaut; alle 1883–85 in 1'B n2t mit Nowotny-Lenkachse umgebaut |      |
| I T                      | H I T (bis ’76: H I)                           | H I                 | 1691–1694            |                            | 6               | 1857–1865                                        | 1B n2t            | 1691–1692 und zwei 1892 bereits ausgemusterte Lokomotiven für die Westliche Staatsbahn gebaut; 1693–1694 1876 mit der Greiz-Brunner Eisenbahn übernommen                                                              |      |
| VIIIbb T                 | H IVbb T (bis ’85: H VI T)                     |                     | 1700                 |                            | (1)             | (1882)                                           | 1'B1' n2t         | Umbau der H IV WILDECK (Baujahr 1864) mit vorderer und hinterer Nowotny-Lenkachse |      |
| V T                      | H V T (bis ’76: H T)                           |                     | 1541–1571            | 89 8201–8215               | 31              | 1872–1878                                        | C n2t             | 1. Bauform der V T; zwei weitere 1884/88 an die Planitzer Kohlenbahn geliefert |      |
| V T                      | H V T                                          |                     | 1572–1591, 1609–1610 | 89 8251–8267               | 22              | 1883–1892                                        | C n2t             | 2. Bauform der V T; 1572–1573 1886 mit der Gaschwitz-Meuselwitzer Eisenbahn übernommen; 1610–1611 1896 mit der Altenburg-Zeitzer Eisenbahn übernommen                                                                 |      |
| V T                      | H V T                                          |                     | 1592–1674            | 89 8216–8221, 89 201–269   | 81              | 1895–1901                                        | C n2t             | 3. Bauform der V T; eine weitere 1901 an Oberhohndorf-Reinsdorfer Kohlenbahn geliefert, 1940 als 89 268II an DR |      |
| V T                      |                                                |                     | 1675–1609, 1612–1674 | 89 281–294                 | 16              | 1914–1919                                        | C n2t             | 4. Bauform der V T |      |
| V T                      |                                                |                     | 1691                 | 89 295                     | 1               | 1920                                             | C n2t             | 5. Bauform der V T; Nachlieferung mit einem zurückgebliebenen Kessel aus türkischer Bestellung |      |
| VII T                    | Crlsr VII T                                    |                     | 1401–1402            | 98 7041                    | 2               | 1873                                             | B n2t             | Bauart »Karlsruher Teckel«; 1876 mit der Chemnitz-Komotauer Eisenbahn übernommen |      |
| VII T                    | Sch VII T                                      |                     | 1403–1406            | 98 7091                    | 4               | 1873–1874                                        | B n2t             | 1886 mit der Gaschwitz-Meuselwitzer Eisenbahn übernommen |      |
| VII T                    | W VII T                                        |                     | 1407–1410            |                            | 2               | 1874                                             | B n2t             | 1876 mit der Leipzig-Dresdner Eisenbahn übernommen |      |
| VII T                    | H VII T                                        |                     | 1418–1459            | 98 7051–7079               | 42              | 1882–1894                                        | B n2t             | Achsstand 2200 mm |      |
| VII T                    | H VII T                                        | 1417                | 98 7031              | 1                          | 1889            | B n2t                                            | Achsstand 2500 mm | |      |
| VII T                    | E VII T                                        |                     | 1411–1412            |                            | 2               | 1884                                             | B n2t             | wie preuß. T 1 der Normalbauart, 1888 mit dem sächs. Teil der Berlin-Dresdner Eisenbahn übernommen |      |
| IIIb T                   | Schw IIIb T, H IIIb T (bis '78: H III T)       |                     | 1301–1342            | 98 7211–7212, 98 7221–7227 | 42              | 1874–1892                                        | B1' n2t           | 1301–1306 1878 mit der Muldenthal-Eisenbahn übernommen; 1307–1320 1876 mit der Chemnitz-Aue-Adorfer Eisenbahn übernommen                                                                                              |      |
| VII TS, VII TSV          | H VII TS (bis ’84: H VII T), H VII TSV         |                     | 1501–1515            | 98 7011                    | 15              | 1880–1890                                        | B n2t/n2vt        | 1501–1502 1889 auf Verbundtriebwerk umgebaut; 1514–1515 1896 mit der Altenburg-Zeitzer Eisenbahn übernommen; 1512 1923 Werklokomotive im AW Chemnitz-Hilbersdorf, nach 1945 neue Betr.-Nr. erst 98 1512, dann 98 7085 |      |
| VII TOV                  | H VII TOV (bis ’90/91: H VII TO)               |                     | 1413–1416            |                            | 4               | 1885–1887                                        | B n2t/n2vt        | Omnibuslokomotiven; alle 1890/91 auf Verbundtriebwerk umgebaut |      |
| XVI T                    |                                                |                     | 1499 A/B–1500 A/B    |                            | (2)             | (um 1915)                                        | B n2t + B n2t     | Umbau der VII TS 1507/1513 und 1510/1511 zu Doppellokomotiven |      |
| XVI TV                   |                                                |                     | 1496 A/B             |                            | (1)             | (um 1915)                                        | B n2vt + B n2t    | Umbau der VII TSV/TS 1502/1506 zur Doppellokomotive |      |
| XVI TV                   | 1492 A/B                                       |                     | (1)                  | (1920)                     | B n2vt + B n2vt | Umbau der VII TOV 1413/1414 zur Doppellokomotive |                   | |      |
| M I TV                   | H M I TV                                       |                     | 1399–1400            |                            | 2               | 1890                                             | B'B' n4vt         | Gelenklokomotive Bauart Meyer |      |
| IV T (bis ’00: VIIIbb T) |                                                |                     | 1701–1791            | 71 301–385                 | 91              | 1897–1909                                        | 1'B1' n2t         | modifizierter Nachbau der preuß. T 51 |      |
| XI HT                    |                                                |                     | 2001–2154            | 94 1901–1908, 94 2001–2139 | 163             | 1908–1923                                        | E h2t             | 94 2131–2139 bereits mit DR-Nummern abgeliefert |      |
| I TV                     |                                                |                     | 1381–1398            | 98 001–015                 | 19              | 1910–1914                                        | B'B' n4vt         | sog. »Kreuzspinne« für die Windbergbahn; Gelenklokomotive Bauart Meyer; eine weitere 1910 an Oberhohndorf-Reinsdorfer Kohlenbahn geliefert, 1940 als 98 015II an DR                                                   |      |
| XIV HT                   |                                                |                     | 1801–1906            | 75 501–591                 | 106             | 1911–1921                                        | 1'C1' h2t         | |      |
| XV HTV                   |                                                |                     | 1351–1352            | 79 001–002                 | 2               | 1916                                             | CC h4vt           | geteiltes Triebwerk mit Klien-Lindner-Hohlachsen an den Lokenden |      |

### Schmalspurlokomotiven

#### Spurweite 1000 mm
Die einzige Baureihe meterspuriger Dampflokomotiven der Sächsischen Staatseisenbahnen wurde für die von Reichenbach im Vogtland ausgehende Rollbockbahn Reichenbach–Oberheinsdorf gebaut.
| Gattungsbezeichnung | Gattungsbezeichnung | Gattungsbezeichnung | Bahnnummern | DR-Nummern | Anzahl | Baujahr(e) | Bauart    | Bemerkungen                     | Bild |
| ab 1900             | 1896 bis 1900       | vor 1896            | Bahnnummern | DR-Nummern | Anzahl | Baujahr(e) | Bauart    | Bemerkungen                     | Bild |
| ------------------- | ------------------- | ------------------- | ----------- | ---------- | ------ | ---------- | --------- | ------------------------------- | ---- |
| I M                 |                     |                     | 251–253     | 99 161–163 | 3      | 1902       | B'B' n4vt | Gelenklokomotive Bauart Fairlie |      |

#### Spurweite 750 mm
Aufgrund der für den Bahnbau schwierigen Topographie des Landes wurden in Sachsen zahlreiche Nebenbahnen als Schmalspurbahnen von 750 mm Spurweite angelegt, die sich dem Gelände besser anpassen konnten als normalspurige Bahnen. Die kleinen Krümmungsradien der Strecken bedingten den Einsatz bogengängiger Lokomotiven, wozu die Königlich Sächsischen Staatseisenbahnen verschiedene Konstruktionen erprobten. Letztendlich durchgesetzt hat sich in Form der Gattung IV K die Gelenklokomotive der Bauart Meyer.
| Gattungsbezeichnung | Gattungsbezeichnung | Gattungsbezeichnung | Bahnnummern                    | DR-Nummern                                     | Anzahl | Baujahr(e)  | Bauart        | Bemerkungen | Bild |
| ab 1900             | 1896 bis 1900       | vor 1896            | Bahnnummern                    | DR-Nummern                                     | Anzahl | Baujahr(e)  | Bauart        | Bemerkungen | Bild |
| ------------------- | ------------------- | ------------------- | ------------------------------ | ---------------------------------------------- | ------ | ----------- | ------------- | --- | ---- |
| I K                 | K I A               | H V TK              | 1–4, 6–17, 20–34, 37–42, 48–53 | 99 7501–7512, 99 7516–7527                     | 44     | 1881–1892   | C n2t         | 49–53 1906 mit der Zittau-Oybin-Jonsdorfer Eisenbahn übernommen |      |
| Ib K                | K I B               | H Vb TK             | 27–30                          | 99 7513–7515                                   | (4)    | (1891–1894) | C n2t         | Umbau der I K gleicher Bahnnummer mit vorderer Klien-Lindner-Hohlachse |      |
|                     |                     | Hg VII TK           | 5                              |                                                | 1      | 1873        | B n2t         | vor 8/1881 von den Oberschlesischen Schmalspurbahn nach Sachsen gelangt und von 785 auf 750 mm Spurweite umgespurt, ab 1883 in Staatseigentum; 1896 ausgemustert                                     |      |
| II K (alt)          | K II                | Hth F TK            | 18–19                          |                                                | 2      | 1885        | B'B' n4t      | Gelenklokomotive Bauart Fairlie |      |
| II K (neu)          |                     |                     | 61 A/B–62 A/B                  |                                                | (2)    | (1913)      | C n2t + C n2t | Umbau der I K 1/4 und 2/3 zu Doppellokomotiven; 1923 bzw. 1916 wieder getrennt |      |
| III K               | K III               | Kr Kl TK, H Kl TK   | 35–36, 43–46                   | 99 7541–7546                                   | 6      | 1889–1891   | C1' n2t       | Klose-Lenkwerk zur radialen Einstellung der vorderen und hinteren Kuppelachse |      |
| IV K                | K IV                | H M TKV             | 103–198                        | 99 511–546, 99 551–558, 99 961–579, 99 581–608 | 96     | 1892–1921   | B'B' n4vt     | Gelenklokomotive Bauart Meyer |      |
| V K                 |                     |                     | 201–209                        | 99 611–619                                     | 9      | 1901–1907   | D n2vt        | mit Klien-Lindner-Hohlachse an den Lokenden; vor allem auf der Müglitztalbahn eingesetzt |      |
| VI K                |                     |                     | 210–224                        | 99 641–655, 99 671–717                         | 62     | 1918–1927   | E h2t         | urspr. Henschel-Konstruktion für die Heeresfeldbahn, nach dem 1. Weltkrieg von Sachsen übernommen; 99 671–717 bereits mit DR-Nummern abgeliefert; 99 679–683 von Beginn an in Württemberg eingesetzt |      |

### Dampfspeicherlokomotive
| Gattungs- bezeichnung | Bahnnummer(n) | DR-Nummer(n) | Anzahl | Baujahr(e) | Bauart | Bemerkungen                                                 | Bild |
| --------------------- | ------------- | ------------ | ------ | ---------- | ------ | ----------------------------------------------------------- | ---- |
| I F                   |               |              | 1      | 1917       | B n2   | Dampfspeicherlokomotive für das Schwellentränkwerk Wülknitz |      |

## Triebwagen
| Gattungs- bezeichnung | Bahnnummer(n) | DR-Nummer(n) | Anzahl | Baujahr(e) | Bauart | Bemerkungen                                                                      | Bild |
| --------------------- | ------------- | ------------ | ------ | ---------- | ------ | -------------------------------------------------------------------------------- | ---- |
| Hz 0                  | A–C           |              | 3      | 1883       | A2     | Dampftriebwagen Bauart Thomas                                                    |      |
|                       | S 1           |              | 1      | 1903       | A1     | Dampftriebwagen Bauart Serpollet                                                 |      |
|                       | E 1           |              | 1      | 1904       | Bo+Bo  | Akkumulatortriebwagen                                                            |      |
|                       | Dai 1         |              | 1      | 1904       | A1     | Dieseltriebwagen                                                                 |      |
|                       | DET 1–2       |              | 2      | 1914       | 3'B'   | Dieseltriebwagen, 1923 in die Schweiz an die Régional du Val-de-Travers verkauft |      |
|                       | (9015)        |              | 1      | 1914       | 1A     | Versuchsfahrzeug, aus Kraftomnibus 9015 des Typs Daimler DC 3 c umgebaut         |      |

## Schmalspurige Elektrolokomotiven und -triebwagen
| Gattungs- bezeichnung | Bahnnummer(n) | DR-Nummer(n) | Anzahl | Baujahr(e) | Bauart | Bemerkungen                                                       | Bild |
| --------------------- | ------------- | ------------ | ------ | ---------- | ------ | ----------------------------------------------------------------- | ---- |
| I ME                  | 1–2           | E 191 01–02  | 2      | 1914       | B'B'   | Lokomotive für Schmalspurbahn Klingenthal–Sachsenberg-Georgenthal |      |
| I MET                 | 1–2           | ET 197 21–22 | 2      | 1916       | Bo     | Triebwagen für Schmalspurbahn Klingenthal–Sachsenberg-Georgenthal |      |

Neben den in der Tabelle aufgeführten Fahrzeugen gehörten noch die 1905 von Henschel & Sohn in Kassel gelieferten elektrischen Lokomotiven für die Staatliche Güterbahn Deuben zum Bestand der Königlich Sächsischen Staatseisenbahnen. Als Straßenbahnfahrzeuge trugen sie keine Gattungsbezeichnung, sondern nur die Nummern 1 und 2.